# Ипет-хемет (месяц)
Ипет-хемет — обозначение в древнеегипетском календаре времени сбора урожая и также четвёртого месяца времени года шему. Назван в честь одной из 12 помесячных богинь-гиппопотамов Ипет-хемет.

## История
В додинастический период истории Древнего Египта и вплоть до конца периода Среднего царства месяц Ипет-хемет был двенадцатым месяцем лунного календаря Сотис и длился 1 по 30 мая. Согласно мнению ряда учёных (Алан Гардинер, Ричард-Энтони Паркер), с течением тысячелетий местоположение месяца ипет-хемет в древнеегипетском календаре постепенно смещалось, и не позднее периода Нового царства он становится 11 месяцем календаря. Название четвёртого месяца времени шему также меняется на месоре (месяц рождения Ра).
Согласно календарю Эберса, в 1517 году до н. э. месяц ипет-хемет приходился на второй месяц времени шему и продолжался с 15 мая по 13 июня в Нубии (на Элефантине) и с 20 мая по 18 июня в Мемфисе.

## Мифология
Начиная с IV династии, согласно установленной в Древнем Египте иерархии богов, в Древнем царстве верховную позицию «царя богов» занимает бог солнца Ра, в этот период происходит его синкретизация (слияние) с другими божествами — например с Гором, порождая новые божественные ипостаси Ра. Так, Ра-Гарахте описывается как появляющийся с Востока солнечный бог.
В Фивах, начиная с XI династии, местным божеством являлся Амон. С целью противостоять сильному влиянию поклонения богу Ра, принятому в период Древнего царства, фиванские жрецы совмещают образы Ра и Амона, создав новый культ бога Амона-Ра. Амон стал обозначаться как Ра, которому поклоняются в Карнакском храме. В период Нового царства Амон-Ра становится верховным богом египетского пантеона с титулом «Царь богов, Господин трона обеих стран». В то же время уже в период Древнего царства лунный бог Тот постепенно уступает свою верховную позицию богу Солнца Ра и занимает в древнеегипетской божественной иерархии второе место. Его подчинённое положение часто подчёркивается титулами «писец Ра» и «ребёнок Ра».
В календаре Сотис было отражено это всеобщее поклонение богу Солнца и царю богов Ра, в связи с чем первый месяц этого календаря назывался упет-ренпет, то есть «месяц рождения Ра».
Начиная с XIX династии в Древнем Египте постепенно возрождается культ бога Сета, который, кроме прочего, представляется спутником бога Гора, при этом вновь существенно возрастает и значение лунного бога Тота.